# 賽文河谷鐵路
賽文河谷鐵路（Severn Valley Railway）是英国什羅普郡和與伍斯特郡，長16英里（26公里）的觀光鐵路，从布里奇诺斯（Bridgnorth）到基德明斯特（Kidderminster） ，穿越什罗普郡/伍斯特郡边界，大部分路線都是沿着塞文河（River Severn）前進。本路列車目前主要由蒸汽機車牽引，還有一班由柴油機車牽引。一般一天行駛兩個往返，而柴油机车也用于工程火车、臨時更換故障的蒸氣列車，或在容易發生火災的季節代替蒸汽機車行駛。

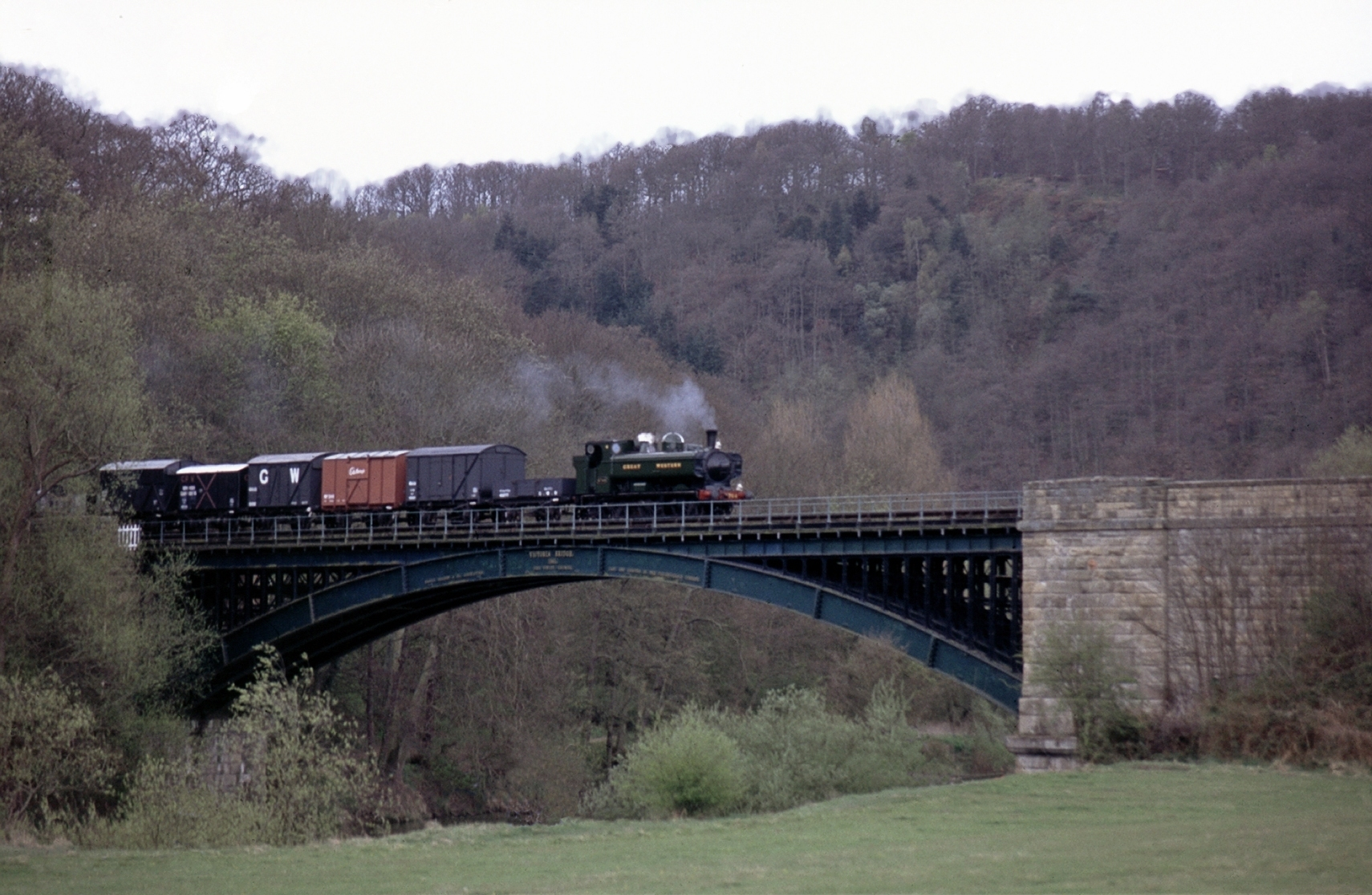
大西部鐵路5764號蒸汽機車行經維多利亞橋

本路長度在英國的標準軌距觀光鐵路中排名第六，也常舉辦蒸汽機車與柴油機車的特殊活動。

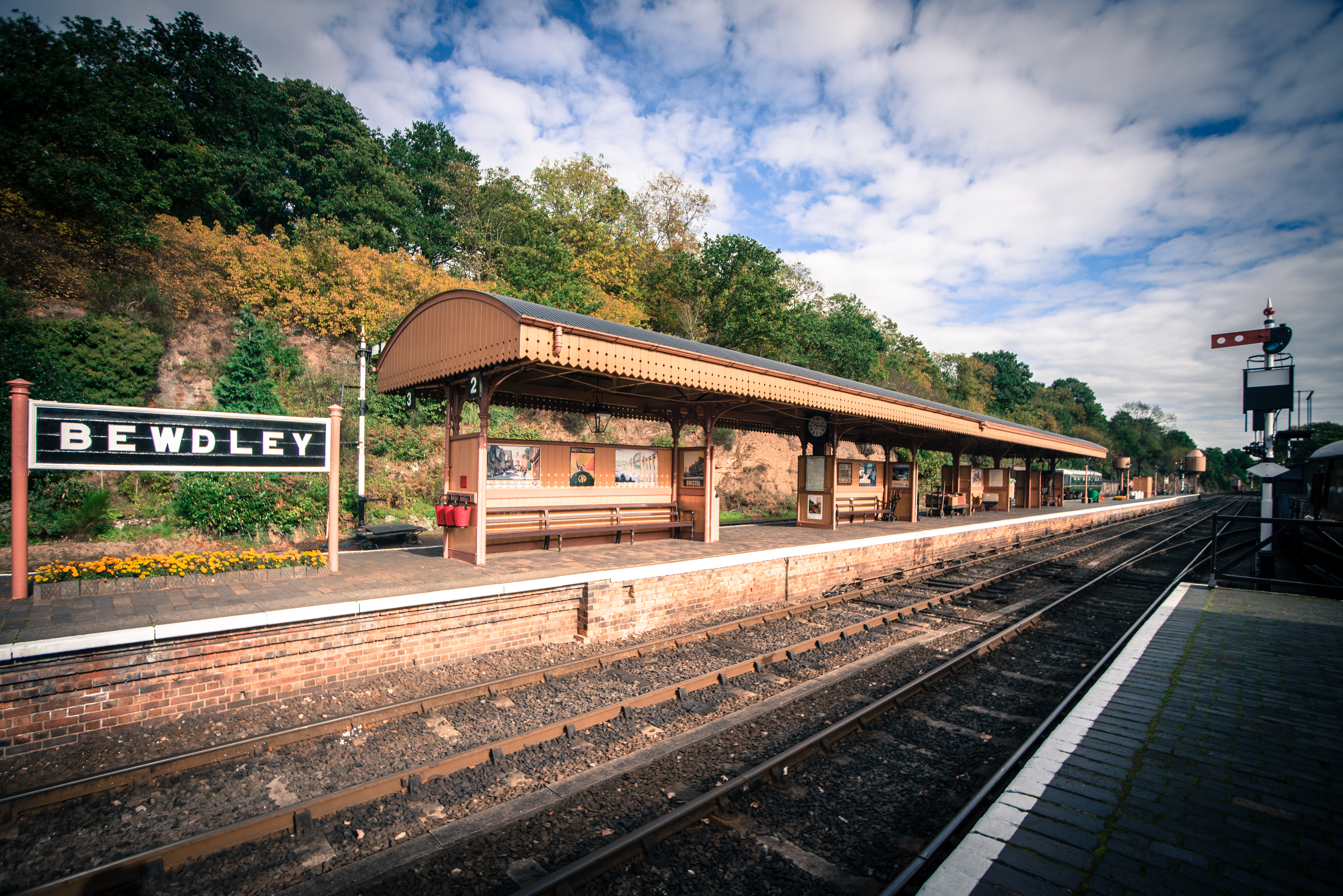
恢復大西部鐵路風格的比尤德利车站

## 历史

### 營運历史
賽文河谷鐵路在1858年至1862年之間興建，連接哈爾特伯利（Hartlebury）與舒茲伯利（Shrewsbury），長40英里（64公里）。
於1862年2月1日开通以後，由西米德兰铁路營運，而該公司又在1863年8月1日被纳入大西部铁路。 后來在大西部鐵路的時刻表中被稱為賽文河谷支線。
1878年，大西部鐵路興建了比尤德利（Bewdley）和基德明斯特之间的路線，使得列車可以从黑鄉直通至什罗普郡地区。大多数基德明斯特到比尤德利的列車繼續行駛於外爾森林線（Wyre Forest Line，後於1960年代拆除成為國家自行車道）到鄧伯利威爾斯（Tenbury Wells）或伍福頓（Woofferton） 。
在畢爾德瓦斯交會站（Buildwas Junction）可轉運從威靈頓（Wellington）到溫洛克和克萊芬阿姆斯（Craven Arms）的列车。
本路原本计划为双线，但後來僅建成單線，而且營運獲利不佳。 貨運收入主要來自農產品與阿福利（Alveley）和海利（Highley）的煤矿運輸。第一次世界大战后，旅客人数开始下降，營運調整措施影響有限。然而，这条路线在第二次世界大战時作为西米德兰兹周围的替代路線，有其戰略意義。 
1948年鐵路國有後，本路客运量继续减少，早有計畫停駛。反對停駛的活動未能成功。 1963年9月9日停止客运服务，1963年11月30日停止货运服务。 布里奇诺斯以北的軌道被拆除，煤炭運輸持續到1969年，殘存的客運於1970年1月停止。英国糖业公司的弗利园（Foley Park）廠則使用本路運輸至1982年。

### 觀光铁路
塞文河谷铁路协会于1965年7月成立，希望保留一部分路線。1967年5月成立了新的賽文河谷鐵路公司（Severn Valley Railway Company）。公司的目标是「保存，保留和恢复从布里奇诺斯到贝德利到基德明斯特的标准轨距铁路。」 
公司最早以25000英鎊取得布里奇诺斯和阿福利（Alveley）煤矿之间的5.5英里長的路線。在1970年5月，取得輕便鐵路許可，得以在布里奇诺斯和漢普頓羅德之间行駛。 
運煤列車停駛，賽文河谷鐵路在1972年以74000英鎊取得8.5英里長的路線。但主事者為當地民代，發行股票籌集資金，但後來志工發現他打算出售車站建築、引進外界商業投資。志工抗議之下董事會改組， 纳巴罗（Nabarro）于1973年5月辞去董事会职务， 于三月由加诺克子爵（Viscount Garnock ）继任董事长，两个月后辞去了董事会职务。本路于1974年5月延伸到比尤德利 。 
1982年，英国糖業公司的弗利园（Foley Park）廠结束了货运业务，賽文河谷鐵路以75,000英镑的价格購得通至基德明斯特的路線，並向英國鐵路租用了基德明斯特的貨運場站以建造新车站，並趕上在基德明斯特于1984年7月30日开始服務。 
自1984年以来，賽文河谷鐵路的主要发展包括1987年在基德明斯特（Kidderminster）建立了新的信号房，1990年在布里奇诺斯（Bridgnorth）建設新的锅炉房，1994年购买了基德明斯特車站的永久產權， 2003年在基德明斯特建立新的車庫，2006年基德明斯特站的东翼和天篷完工，2008年在海利（Highley）的機車博物馆开幕。 

## 保存
本路列車一般全程行駛並停靠大多數的車站，還有兩個招呼站（諾斯伍德招呼站（Northwood Halt）與鄉園招呼站（Country Park Halt））；旅客僅限白天才能在這兩站要求停車。Severn Valley Limited和Severn Valley Venturer 兩班車是主要的餐车（通常行駛於周日）。  5月至9月之间的某些星期六晚上，有柴油機車牵引的Sunset Special列車，提供炸鱼和薯条，在基德明斯特（Kidderminster）下午7点左右開車，於布里奇诺斯（Bridgnorth）停靠一小时后返回。 
本路举行许多特别活動，经常有其它觀光鐵路的機車與車輛到訪。游客人数每年超过250,000人。
賽文河谷鐵路在基德明斯特與全國鐵路網交會，因此可進行各種軌道維護、除草、軌道測量，以及讓特殊列車進入本路。
在2007年5月還有兩班收費的貨運列車將長6公尺的水管運輸到特林普利（Trimpley）的賽文特倫特（Severn Trent）水厂；因為附近的道路狹窄，使用公路運輸困難。
在基德明斯特火车站有煤場迷你铁路，在漢普頓羅德車站則有帕多克32毫米鐵路。这两个铁路也是由志工經營的。

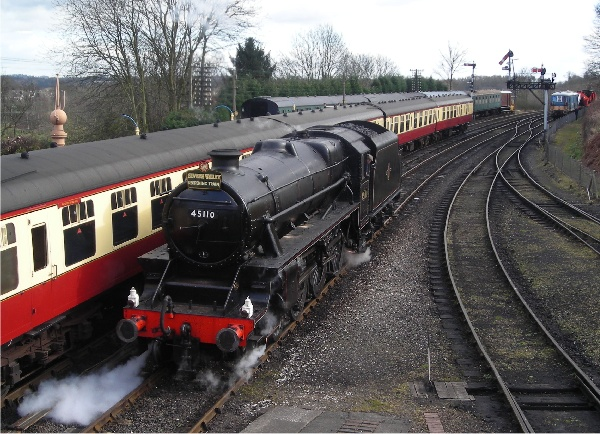
45110號蒸汽機車于布里奇诺斯火车站，2008年3月21日。机车掛有纪念重新开放的銘板。

2007年6月19日晚上因為雷暴雨，本路遭受史上最大的損害。   在布里奇诺斯的進站信號與諾斯伍德招呼站（Northwood Halt）之間有許多滑坡，軌道懸在半空中（ BBC照片 （页面存档备份，存于））。許多路塹被坍方堵塞，海利車站的上行出發信號所在的路堤被沖走了。在汉普顿羅德，通往火车站的道路（实际上也是通往村庄的唯一道路）也被冲走。  （ BBC照片）。

最终的维修费用约为370万英镑。 
本次災害破壞了本路傳統上的夏日活動。在2007年7月19日，另一场暴风雨在至少45个不同的地点造成了进一步的損害。 
布里奇诺斯至汉普顿羅德區間于2008年2月9日重新行駛，趕上了学校的学期。 基德明斯特和布里奇诺斯之间的路線于2008年3月21日耶稣受难日开放。改善工程使该线下的涵洞数量從2007年洪水以前的44個增加到144个。 

### 鐵路信号

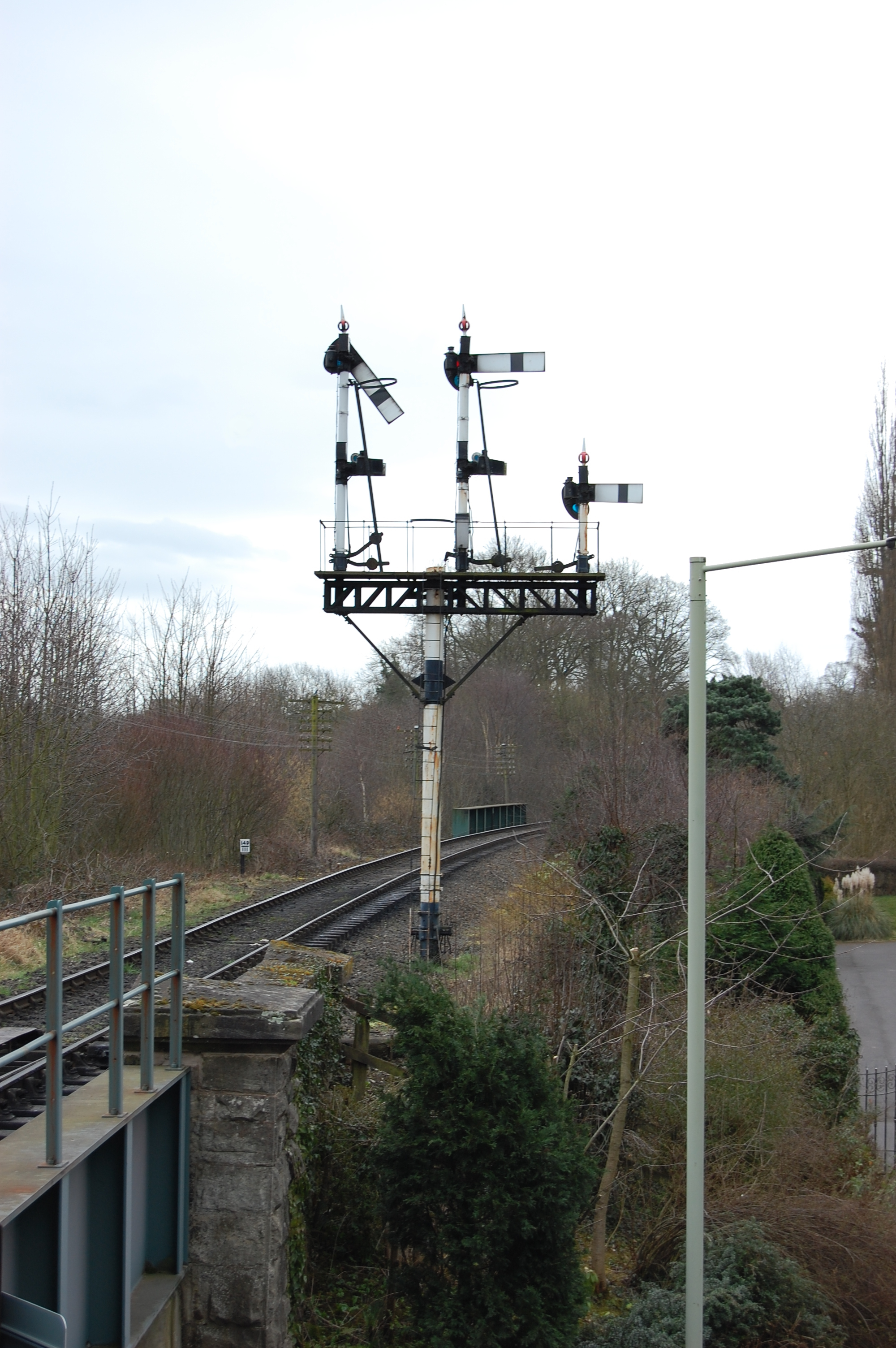
布里奇諾斯的下行進站號誌，顯示進入一號軌道的路線已淨空。这些都是來自大西部鐵路的臂板信號機。

本路使用大西部鐵路典型的臂木信號系統，但在基德明斯特與幹線路網的交會處使用色燈信號。信号一般使用金屬柱與木板臂構成，不過海利站的進站信號的柱子是水泥做的。每個車站（招呼站除外）都有一個信號房，但原為與其他線路交會站的比尤德利由於車站布局較大，有兩個信號房。

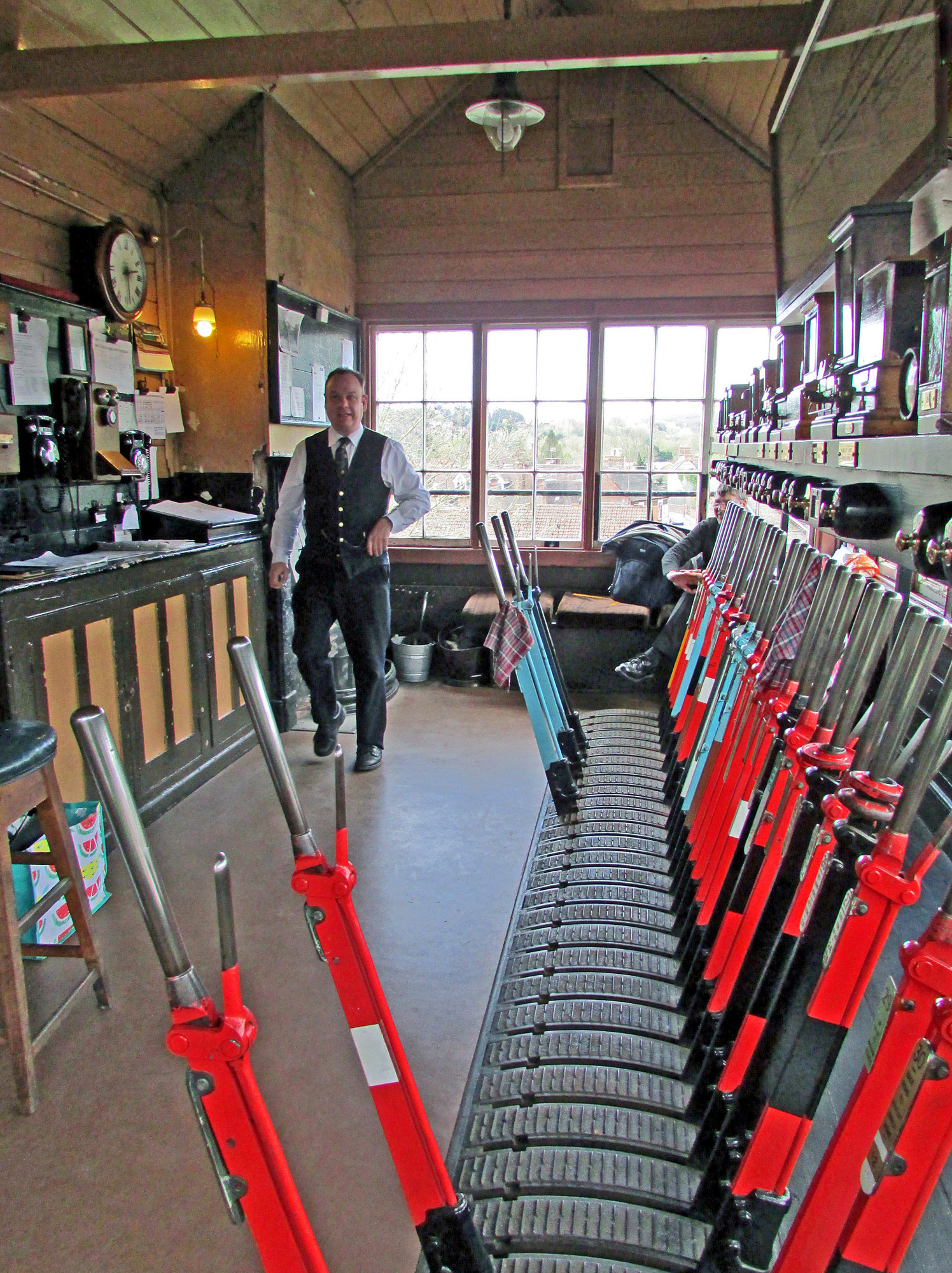
使用中的比尤德利北信号房内部

布里奇诺斯和比尤德利北之间的所有区域都使用泰爾式電氣路牌（Tyer's Electric Train Token）閉塞。無須使用時，阿利（Arley）和漢普頓羅德的號誌可以關閉以減少机械磨损與操作所需的信号员数量。由于設有中间路牌（intermediate token），列車可以在关闭信号時進出阿利站。
在厄爾丁頓（Eardington）的機車側線由就地轉轍器控制。由於没有提供中间路牌，海利與布里奇諾斯之間的路牌會直接解鎖兩地的的轉轍器與信號。所以需要使用厄爾丁頓的側線时，漢普頓洛德的信號必須關閉，而且列車不得進入或離開此站－－除非厄爾丁頓與海利或布里奇諾斯信号房之間的路牌已繳回。
布理奇諾斯車站的最北端也有一个轉轍器，以供經由荷利布希（Hollybush）側線進出鍋爐工廠（該線也用作機車調頭之用）。由布里奇諾斯信號房的人員將扳桿釋放時可取出鑰匙以解鎖轉轍器。
在比尤德利車站，一號與二號軌道使用絕對閉塞制，而三號軌道則由指向轉轍器控制。距離站房主體最遠的軌道稱為洛克側線（Rock siding），兩端匯入三號軌道。 虽然這表示信号员安排火車進出該側線時不需要彼此聯絡，但實際上在进行任何不尋常的調度之前，站員們還是會進行確認。 
比尤德利車站以南（包括長480碼的比尤德利隧道）至基德敏斯特之間的單線以軌道電路進行閉鎖控制。 
路线上的大多数信号房都有原始的大西部鐵路的鑄鐵製铭牌，但布里奇諾斯的是复制品。
賽文河谷鐵路在基德明斯特客車工廠上的信号学校训练新的信号员。

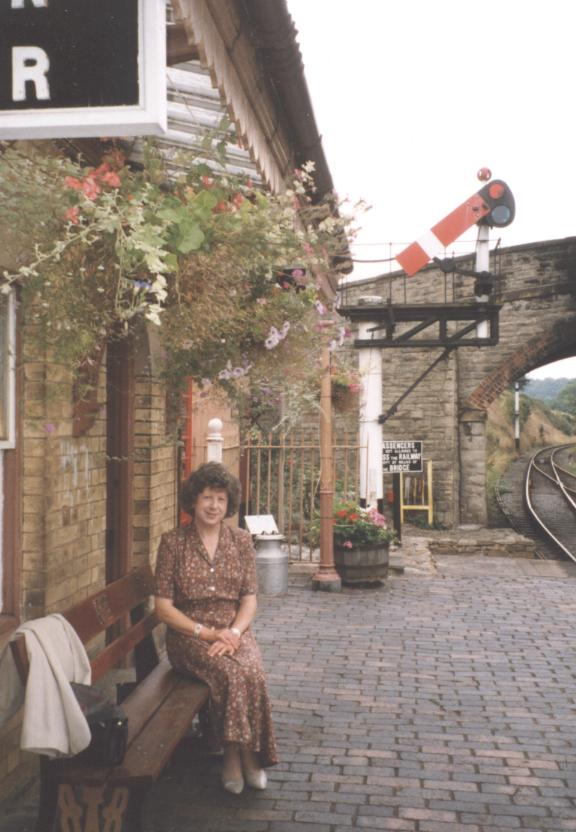
阿利火车站和大西部鐵路的信號（右方），1995年8月

除了两个招呼站（鄉園站和諾斯伍德站）之外，所有車站都可以辦理交會。但是海利站的路線配置不符載客法規要求，僅能供客運火車以外的列車使用。比尤德利站有一多軌區間。
基德敏斯特車站並非原始車站，而是由賽文河谷鐵路根据在威河畔羅斯（Ross-on-Wye）（1892）的原始大西部鐵路站所興建的新站。 之後又進行了多種改建以增加大西部鐵路的風格，例如车站前的门廊，两座塔楼上的装饰性顶饰以及于2006年完工的大厅顶棚，以及车站的最后一个东翼。
布里奇诺斯以北的铁路土地已经售出很长时间了，现在塞文河谷鐵路的火车也不可能再次駛達艾恩布里奇和什鲁斯伯里了”  但559码长的布里奇诺斯隧道，以及布里奇诺斯與与柯爾波特（Coalport）之间的舊路基仍然存在。

## 机车與车辆
本路有大量車輛可使用。 但是只有少數基本車輛屬於鐵路公司，剩下的則是屬於相關單位（例如大西部（塞文河谷铁路）协会） 和个人收藏。賽文河谷鐵路也是西密德蘭柴聯車協會的基地。本路的机车和車輛並不常於国家铁路路網行駛，但以前从马来格（Mallaig）到普利茅斯（Plymouth）都可以看到。

### 机廠
主要的機廠位於布里奇諾斯。  一般不对外开放，但会不定期安排游览和开放日。機廠的主要特色包括配备了桥式起重机的锅炉工廠，Noble和Lund 轮式车床 ，起重千斤顶，以及从莱斯特郡搬來的維修溝，于2010年安装。柴油機車則在基德敏斯特的機務段維修。
主要的車廂工廠位于基德明斯特的舊貨物倉庫，靠近主要的國家鐵路路線，依據典型的大西部鐵路風格命名為北极星客車機廠。拥有可以进行各种车身和转向架维修的机械车间和制造设备之外，该车场还拥有來自原英國鐵路工厂的设备，用于校准和调整发电机电压调节器，以及彻底检修和测试真空軔機。這些設備在其他地方已已經極難找到了。基於健康和安全法规，本廠一般不向大眾開放。

### 機車庫
海利车站附近的機車庫用作停用机车、展示車輛、教育中心之用。首批展品于2008年3月14日至16日通过铁路到达，在本路重新營業時博物館同時開放。在2008年末由於興建步道與人行天橋，列車暫時不停靠本站。海利站于2009年重新开放，新的行人天橋于2009年10月完成。

機車庫於 2009年10月21日由格洛斯特公爵到訪並正式對外开放。

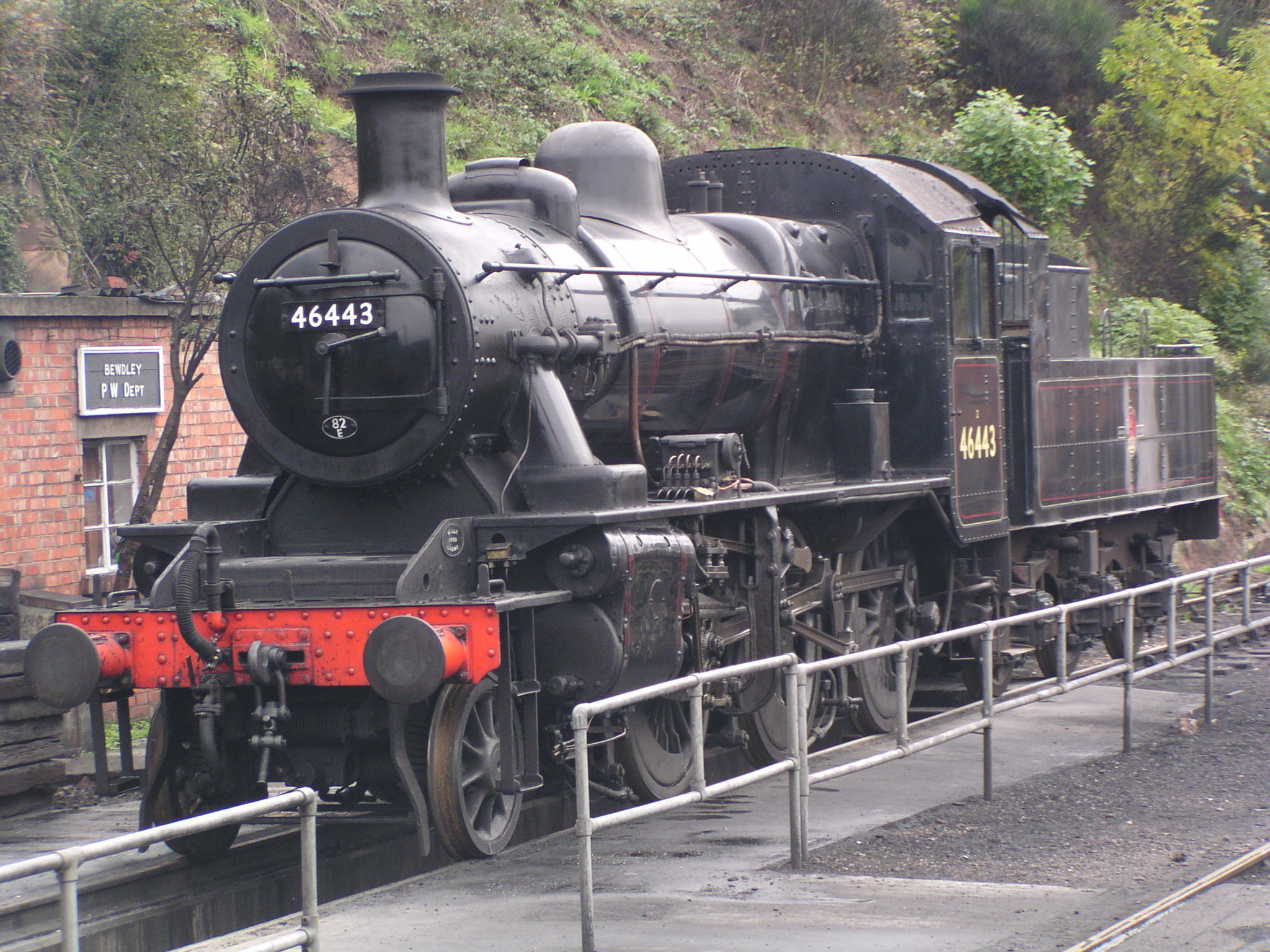
倫敦米德蘭和蘇格蘭鐵路的Ivatt 2 型2-6-0蒸汽機車46443號，比尤德利站。
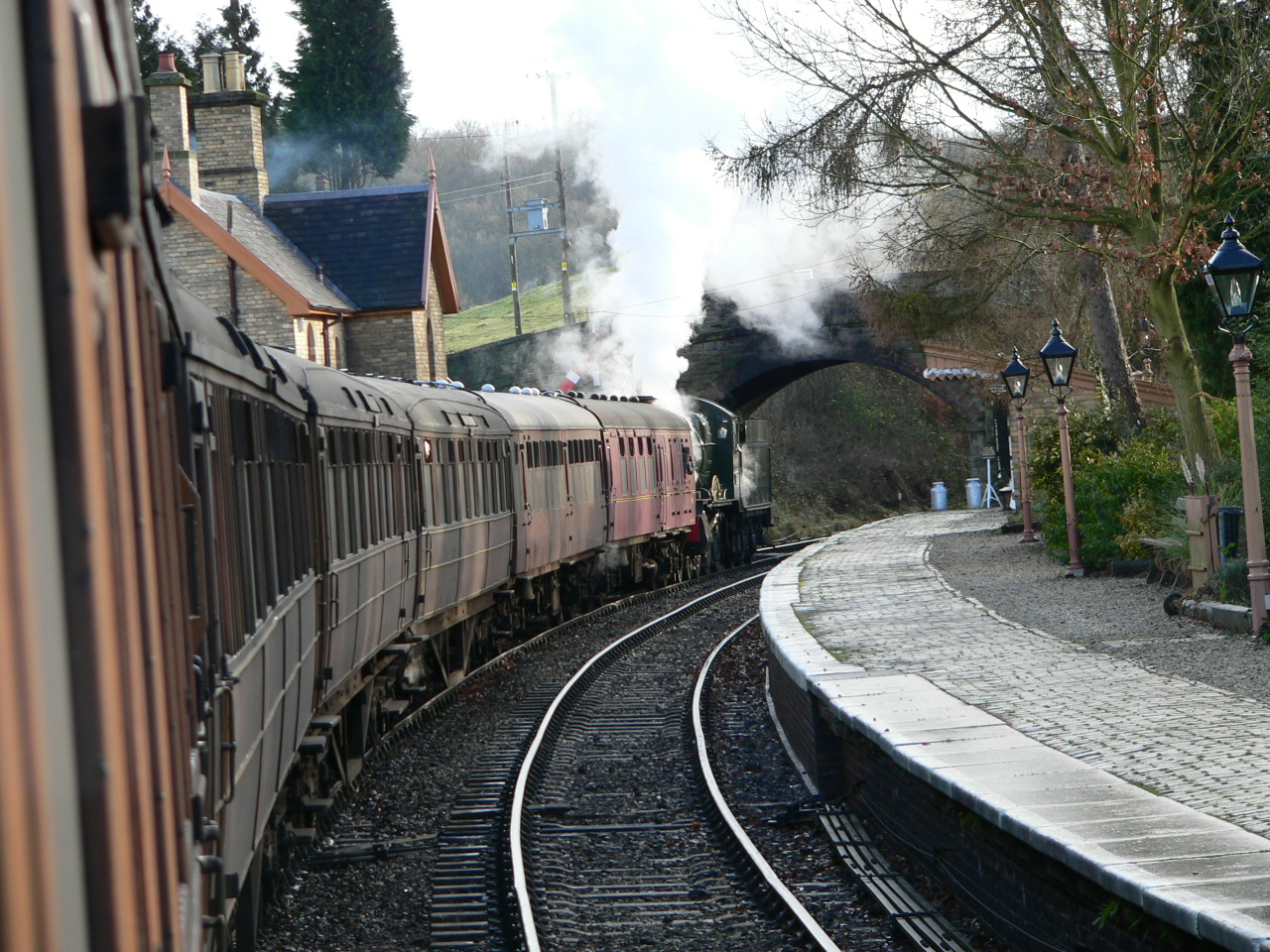
大西部鐵路7802號機車，阿利站。
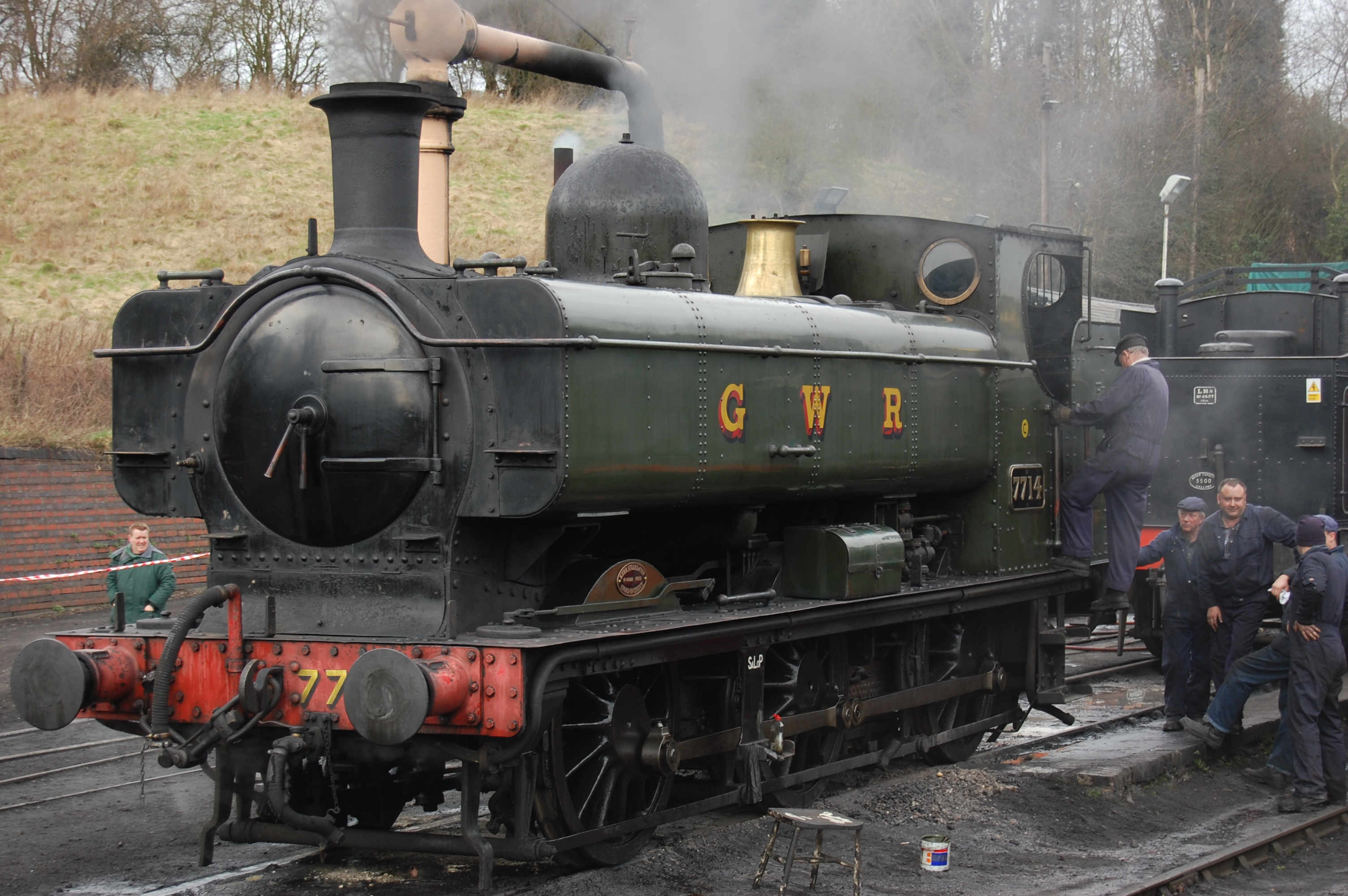
大西部鐵路7714號機車，布里奇諾斯站。
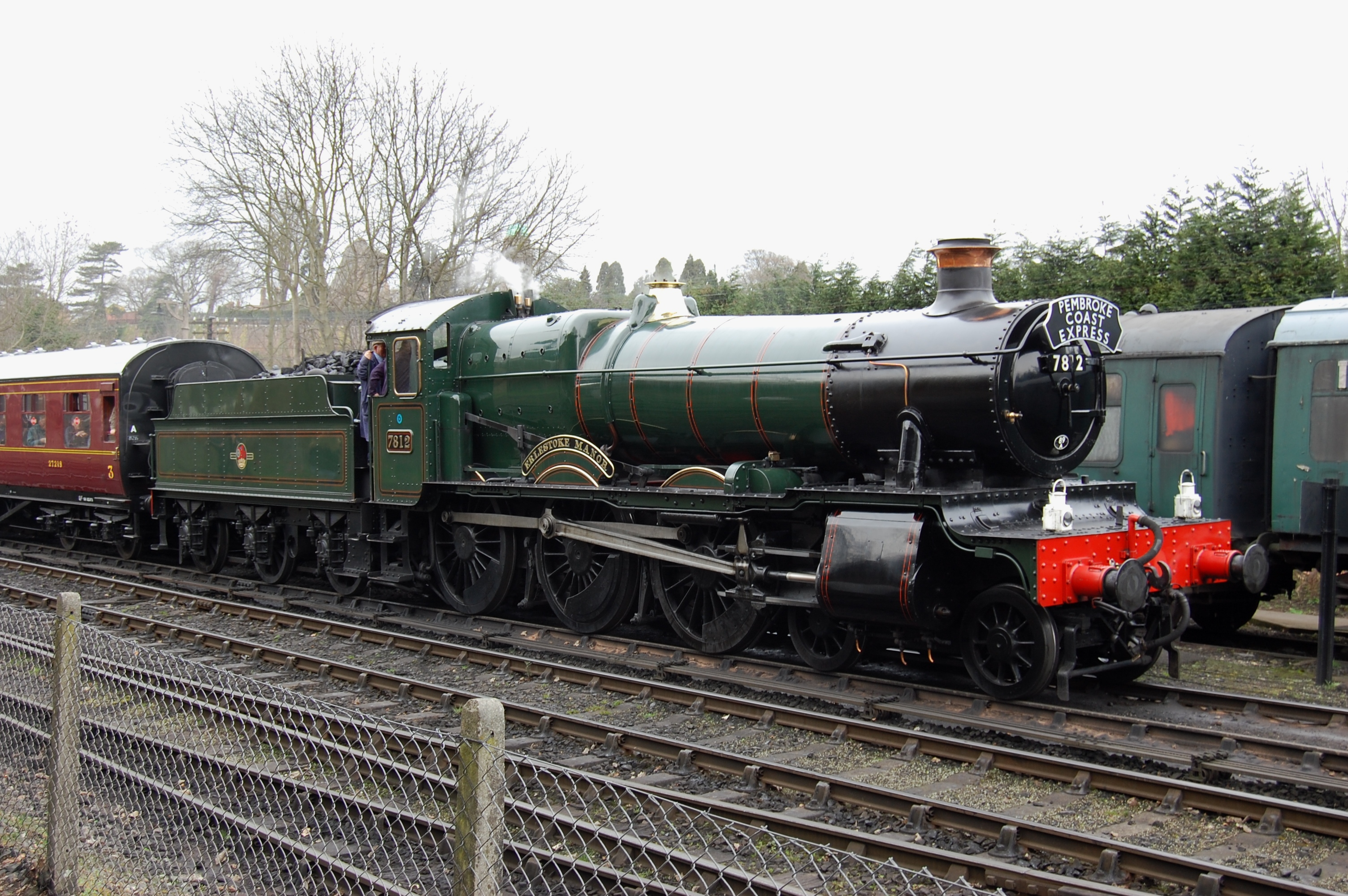
大西部鐵路7812號蒸汽機車离开布里奇諾斯
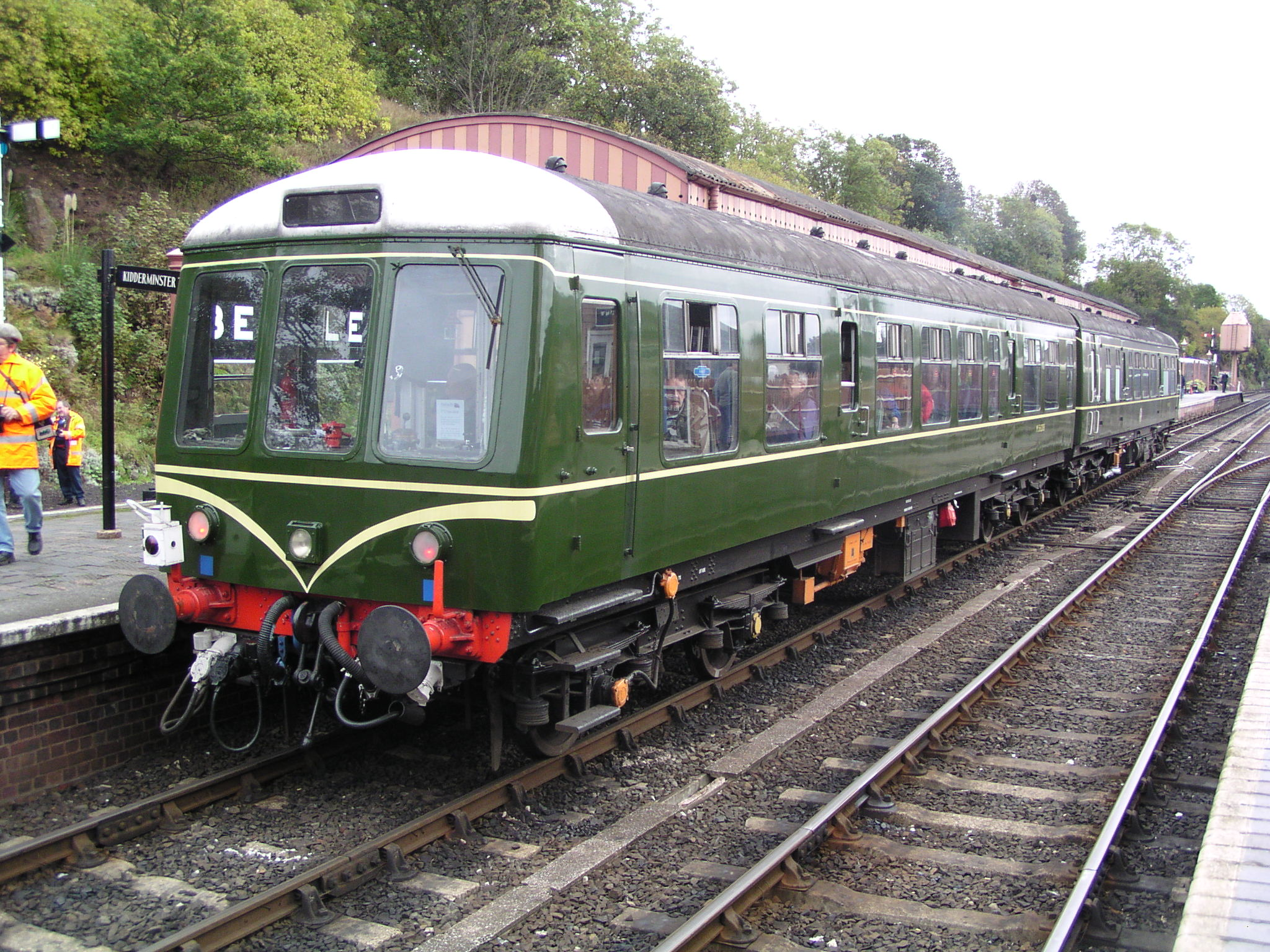
英国铁路108型柴聯車，車號56208與51935，比尤德利站。
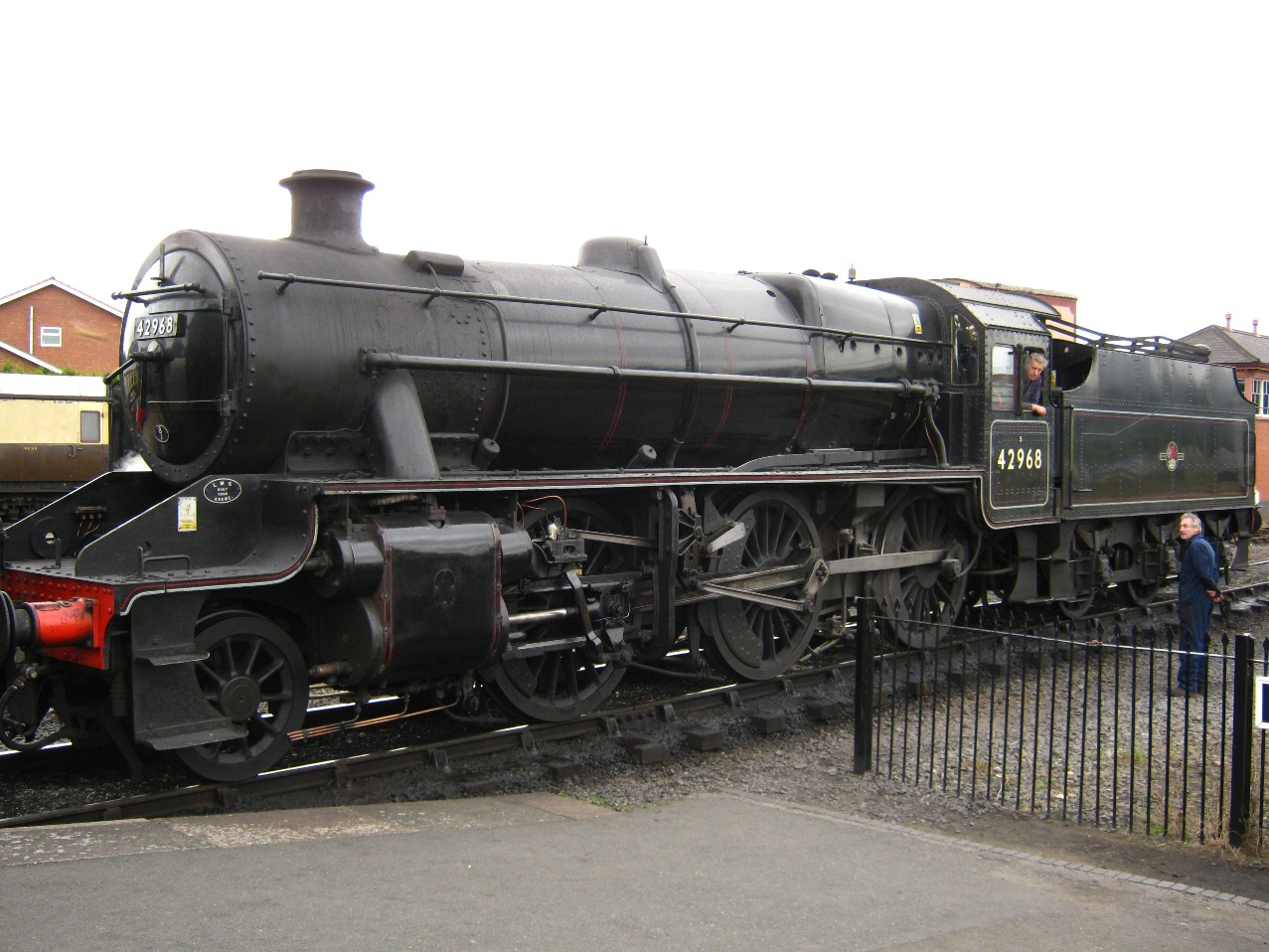
倫敦米德蘭和蘇格蘭鐵路42968號機車。
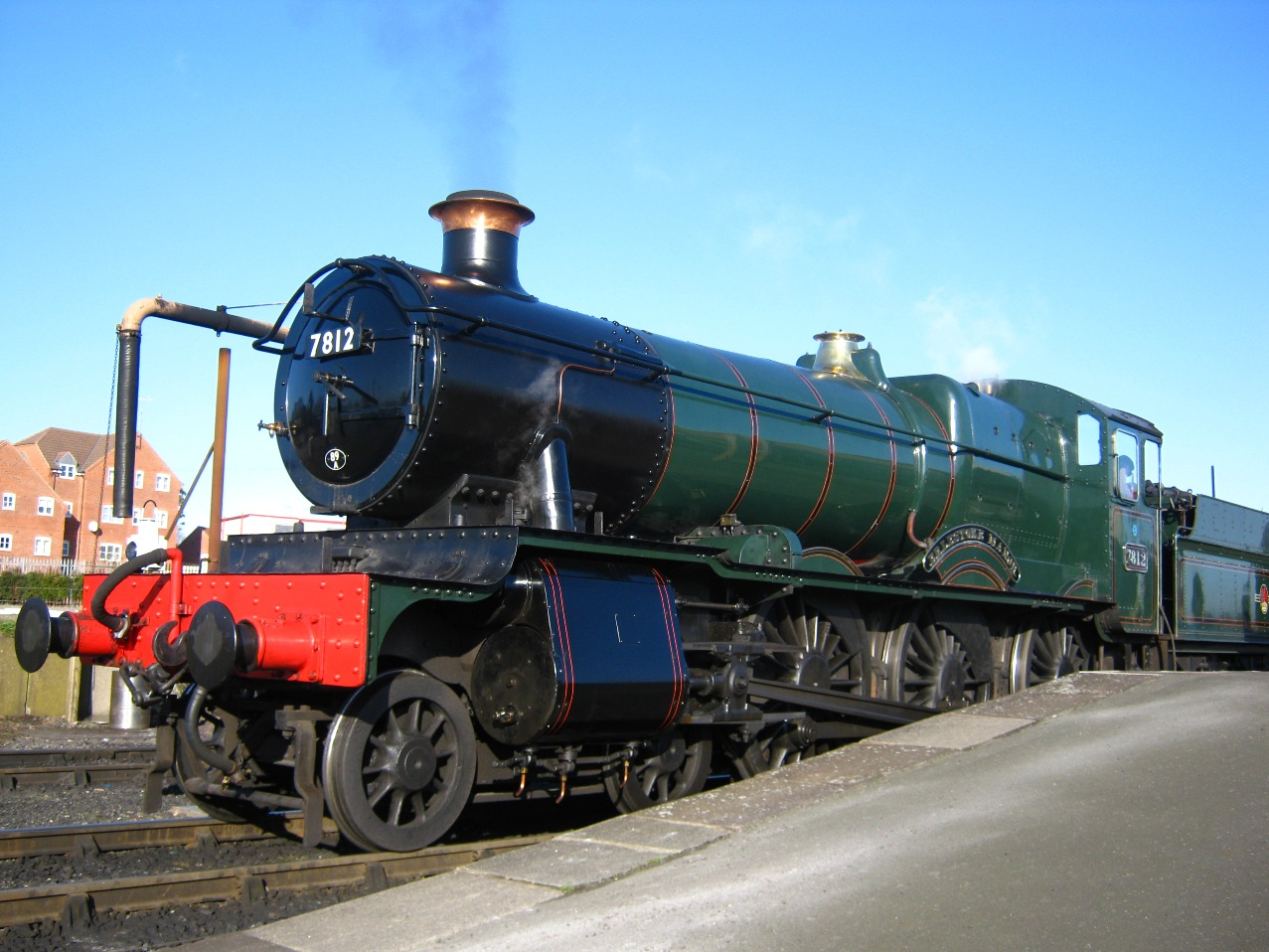
大西部鐵路7800機車7812號，基德明斯特站。
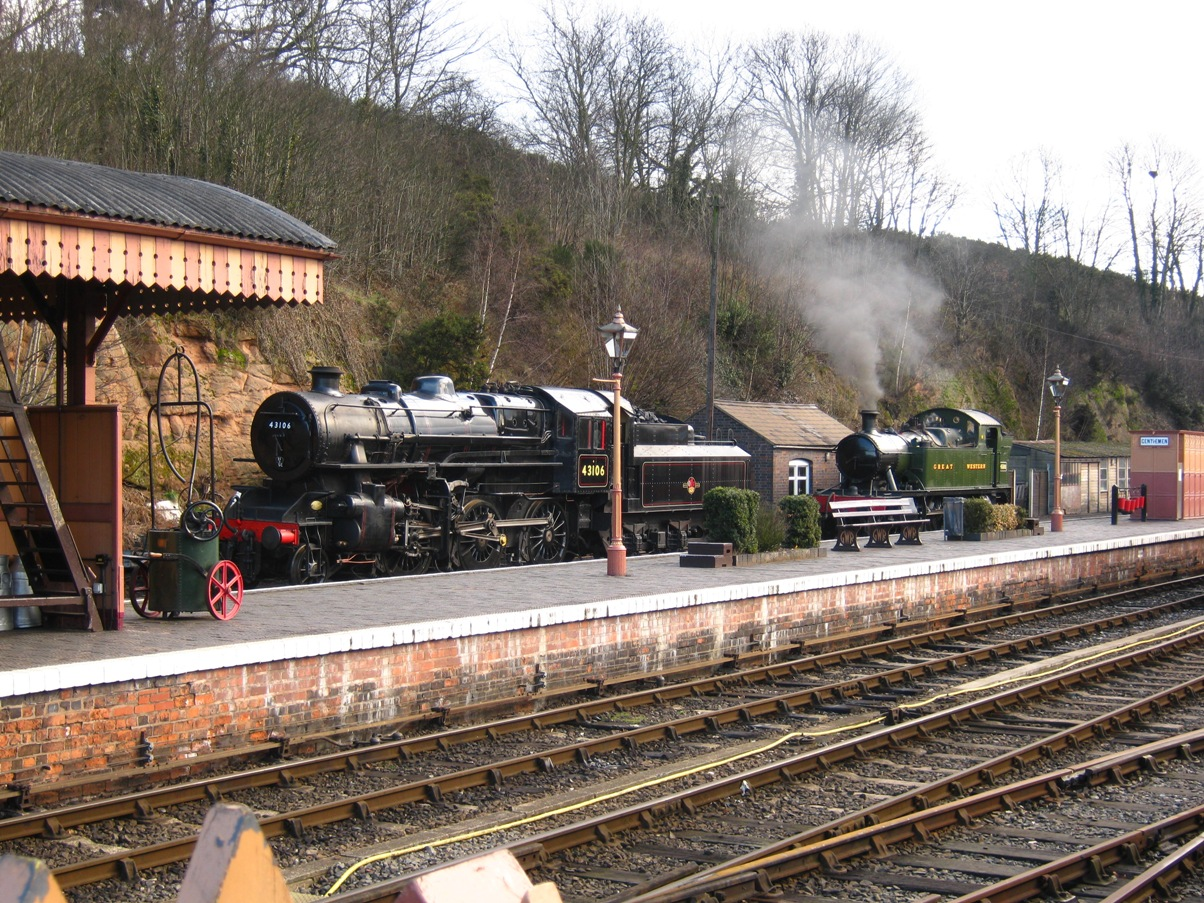
停靠在比尤德利站的機車。
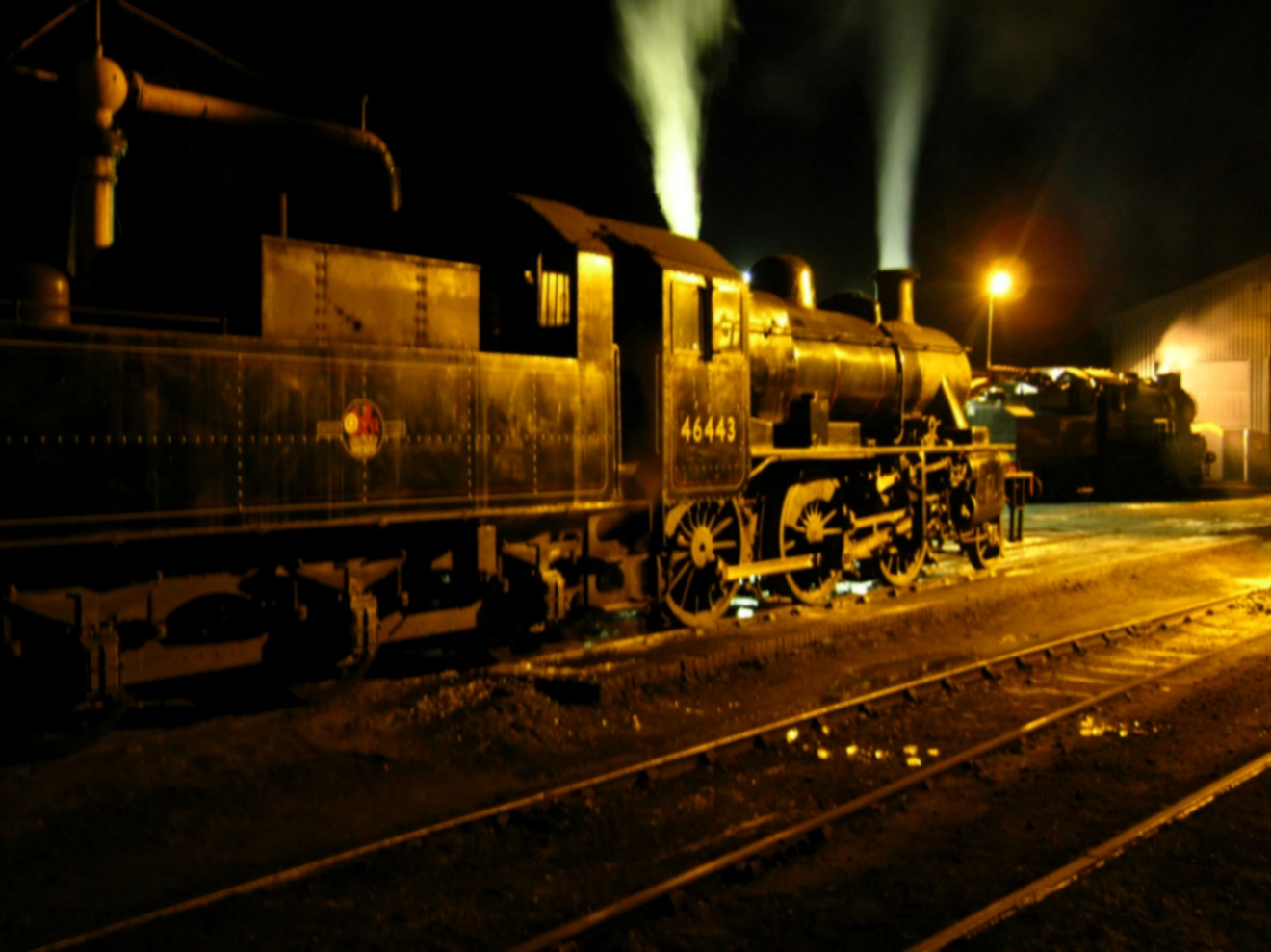
倫敦米德蘭和蘇格蘭鐵路的Ivatt 2 型2-6-0蒸汽機車46443號與Ivatt 4 型蒸汽機車43106號，布里奇諾斯站。
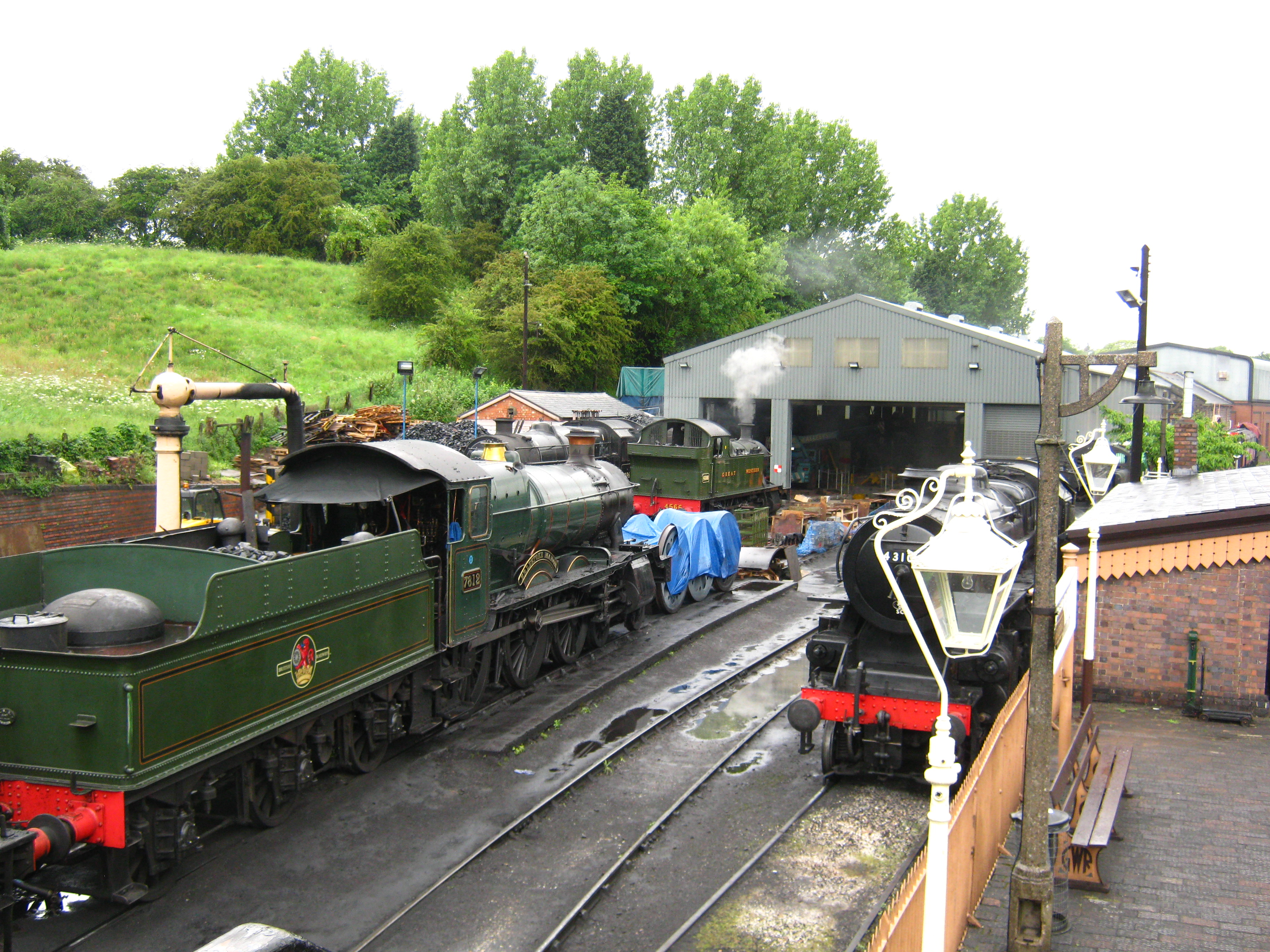
倫敦米德蘭和蘇格蘭鐵路的Ivatt 4 型蒸汽機車43106號與大西部鐵路7800型機車7812號，布里奇諾斯站。
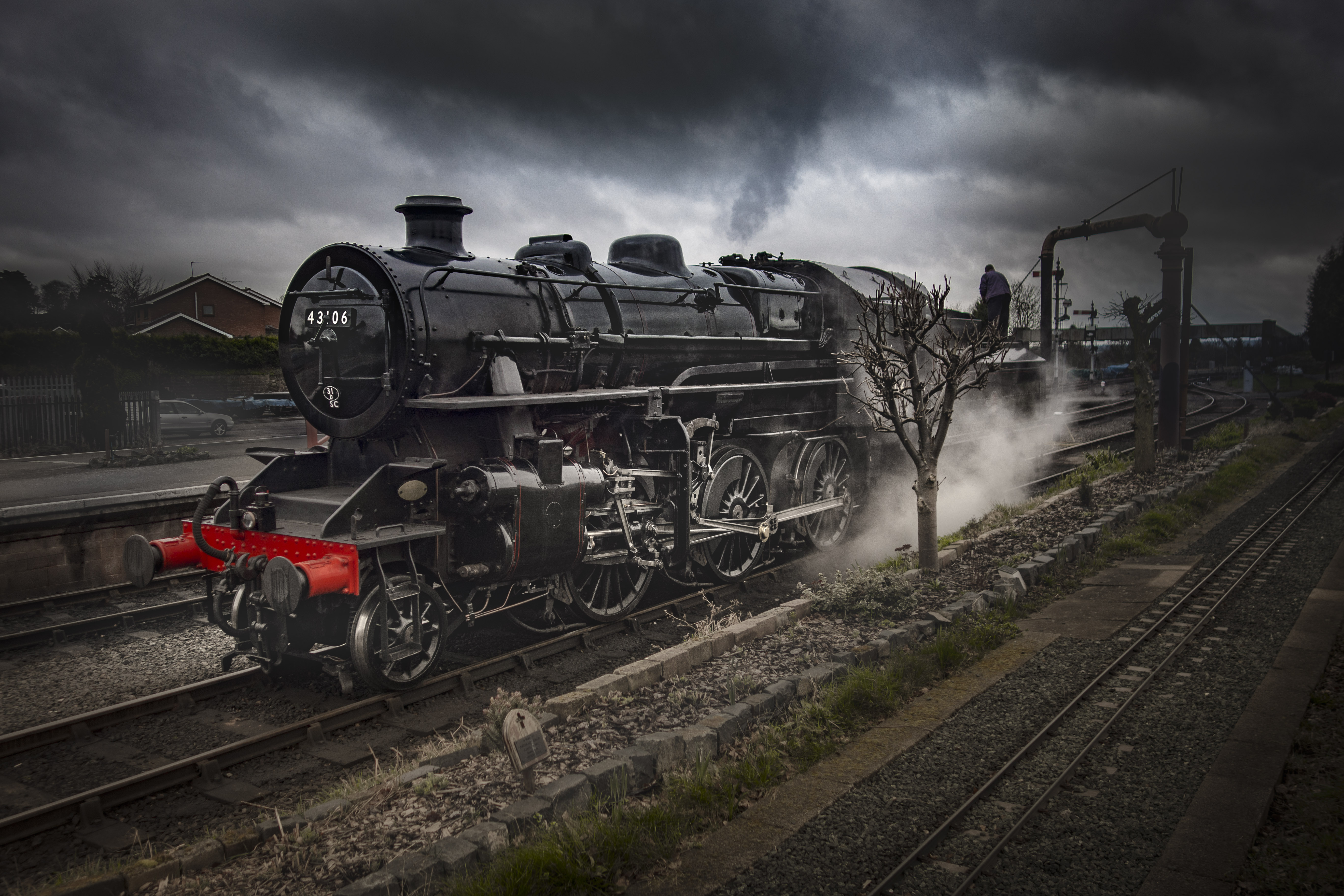
倫敦米德蘭和蘇格蘭鐵路的Ivatt 4型蒸汽機車43106號，基德明斯特站。